# Barrflox
Barrflox (Phlox caespitosa) är en art i familjen blågullsväxter från sydvästra Kanada, västra och nordvästra USA.
Kuddflox (P. douglasii) har tidigare räknats som egen art, men har numera slagits ihop med barrfloxen.

## Synonymer
Phlox caespitosa ssp. eucaespitosa Brand
Phlox douglasii Hooker